# Paul Henderson (hockey sur glace)
Pour les articles homonymes, voir Paul Henderson.
 (avril 2019).
Si vous disposez d'ouvrages ou d'articles de référence ou si vous connaissez des sites web de qualité traitant du thème abordé ici, merci de compléter l'article en donnant les références utiles à sa vérifiabilité et en les liant à la section « Notes et références ».
Temple de la renommée de l'IIHF : 2013
Paul Garnet Henderson (né le 28 janvier 1943 à Kincardine en Ontario) est un joueur canadien de hockey sur glace qui jouait au poste d'ailier gauche. Il a joué treize saisons en LNH pour les Red Wings de Détroit, les Maple Leafs de Toronto et les Flames d'Atlanta. Mais il reste cependant mieux connu pour avoir marqué le but de la victoire contre l'URSS dans le huitième et ultime match de la Série du siècle 1972.

## Carrière de joueur

### Jeunesse
Junior, Paul Henderson joue, de 1960 à 1963, pour les Red Wings de Hamilton, équipe membre de la AHO et affiliée aux célèbres Red Wings de Détroit. Il participe d'ailleurs à la victoire de l'équipe à la Coupe Memorial en 1962.
Ces excellents résultats lui permettent de jouer deux matchs avec l'équipe mère dès la saison 1962-1963. L'année suivante, il partage son temps entre les Red Wings et les Hornets de Pittsburgh, qui évoluent en LAH.

### Des Red Wings aux Maple Leafs
Dès la saison 1964-65, Henderson joue à plein temps en LNH avec notamment Pit Martin et Larry Jeffrey. La saison suivante, il marque pour la première fois de sa carrière plus de vingt buts (22 exactement) et aide détroit à atteindre la finale de la Coupe Stanley où son équipe et lui perdent en six matchs face aux redoutables Canadiens de Montréal.
Pendant la saison 1966-67, il manque 24 matchs à cause d'une blessure, ce qui ne l'empêche pas de marquer 21 buts. À la fin de la saison 1968, il est échangé par les Red Wings en même temps que Norm Ullman, Floyd Smith et Doug Barrie contre trois joueurs des Maple Leafs de Toronto : Garry Unger, Pete Stemkowski et surtout Frank Mahovlich. Détroit obtient également des droits sur Carl Brewer. Il finit donc la saison avec Toronto. L'année suivante, avec sa nouvelle équipe, il marque 27 buts et commence à former une redoutable ligne d'attaque avec son ancien coéquipier de détroit Norm Ullman ainsi qu'avec le jeune Ron Ellis, valeur montante de Toronto. La triplette Ullman-Henderson-Ellis établit un nouveau record de points pour une ligne d'attaque pour l'équipe de Toronto. À cette même époque, Henderson établit respectivement 60 points (saison 1970-1971) et 38 buts (saison 1971-1972) en une seule saison.
Cependant, bien que cette période soit couronnée de succès personnels pour Henderson, les Maple Leafs n'arrivent pas à franchir le cap du premier tour lors des quatre séries éliminatoires auxquelles ils participent au cours des sept saisons où Henderson est présent. Ayant joué 33 matchs dans ces séries en trois saisons avec les Red Wings, il n'en fait que 19 en sept ans avec Toronto.

### Série du siècle 1972
Ces succès lui permettent également d'obtenir une place dans l'équipe nationale en vue de la Série du siècle 1972 qui verra s'affronter pour la première fois depuis longtemps le Canada et l'URSS. En effet l'équipe à la feuille d'érable boycotte les grands rendez-vous internationaux car elle ne peut aligner ses joueurs professionnels provenant de la LNH. Cette série de huit matchs a donc pour but de déterminer quelle équipe domine réellement le hockey mondial. Elle se tient en septembre 1972 à la fois au Canada (les quatre premières rencontres) et en Union soviétique (les quatre dernières confrontations) et les entraîneurs de l'équipe nationale, Harry Sinden et John Ferguson pensent que Henderson peut apporter un soutien essentiel à leur sélection. Ils ne se doutent pas à ce moment-là le rôle décisif que ce dernier jouera dans la victoire finale du Canada.
Dans la première partie de la série, qui voit le Canada concéder deux défaites et un match nul pour une seule victoire seulement, Henderson ainsi que Ron Ellis et Bobby Clarke constituent certainement la ligne d'attaque la plus consistante de l'équipe canadienne, marquant trois buts.
Ayant perdu le cinquième match, le premier se déroulant à Moscou, les joueurs canadiens sont condamnés à remporter les trois derniers matchs s'ils veulent gagner cette série. Cette victoire se dessine dès le sixième match où Henderson marque le but vainqueur. Lors du match suivant plus physique, alors que les deux équipes sont à égalité (3 partout), Henderson sur une assistance de Serge Savard marque le but libérateur à seulement deux minutes et six secondes de la fin de la partie.
Revenus à la hauteur des Soviétiques (trois victoires pour les deux équipes et un match nul), les Canadiens remportent l'ultime match à nouveau sur un but d'Henderson, marqué à 34 secondes de la fin de la rencontre. Ce but, appelé but du siècle a permis à Henderson d'acquérir une place particulière dans l'histoire du hockey canadien.

### Série du siècle 1974 et départ de la LNH
Quelques semaines après cette éprouvante victoire commence la saison 1972-73 de la LNH. Fatigué, Henderson ne dispute que 40 matchs avec Toronto. Passablement affaiblie par l'élimination en AMH, l'équipe termine loin de la qualification pour les séries éliminatoires.
L'année suivante, Henderson marque 24 buts en 69 matchs avec les Maple Leafs et participe à la Série du siècle 1974. Cette série voit cette fois l'opposition de joueurs de l'AMH (parmi lesquels Gordie Howe) et d'Union Soviétique. dans la sélection canadienne, seuls Henderson, Frank Mahovlich et Pat Stapleton ont participé à la série de 1972.
Moins dynamiques que deux ans auparavant (la majorité des joueurs proviennent de ligues mineures ou sont des vétérans), le Canada perd cette série quatre victoires à une et trois matchs nuls. Les Soviétiques dont l'équipe n'avait presque pas changé prenaient dès lors leur revanche.
Avant cette défaite, estimant que l'atmosphère de l'équipe n'était plus assez bonne, Henderson quitte les Maple Leafs dont le propriétaire Harold Ballard cherche à obtenir les services de nouveaux joueurs.

### Dernières années
Restant à Toronto, Henderson rejoint l'équipe des Toros de Toronto, membre de l'AMH pour la saison 1974-75.
Deux ans plus tard, la franchise déménage à Birmingham et change de nom : elle s'appelle désormais les Bulls de Birmingham. En sept saisons avec cette franchise, Henderson marque plus de 160 buts et prend part aux séries éliminatoires. En septembre 1979, il revient en LNH en signant en tant qu'agent libre chez les Flames d'Atlanta. Il partage dès lors sa saison entre Atlanta et Birminghamn désormais membre de la LCH. Pendant les trente matchs qu'il joue avec Atlanta, Henderson marque ses 13 derniers points en LNH et prend sa revanche contre Ballard quand il marque deux buts dans la victoire (5 à 1) des Flames contre les Maple Leafs en mars.
Il prend ensuite sa retraite définitive de la LNH et joue une ultime saison avec Birmingham avant de se retirer des patinoires en 1981.

## Statistiques

### En club
| Saison     | Équipe                 | Ligue      |     | Saison régulière | Saison régulière | Saison régulière | Saison régulière | Saison régulière |    | Séries éliminatoires | Séries éliminatoires | Séries éliminatoires | Séries éliminatoires | Séries éliminatoires |
| Saison     | Équipe                 | Ligue      | PJ  | B                | A                | Pts              | Pun              | PJ               | B  | A                    | Pts                  | Pun                  |                      |                      |
| 1960-1961  | Red Wings de Hamilton  | AHO        | 30  | 1                | 3                | 4                | 9                | 12               | 1  | 1                    | 2                    | 4                    |                      |                      |
| 1961-1962  | Red Wings de Hamilton  | AHO        | 50  | 24               | 19               | 43               | 68               | 10               | 4  | 6                    | 10                   | 13                   |                      |                      |
| 1962-1963  | Red Wings de Détroit   | LNH        | 2   | 0                | 0                | 0                | 9                |                  |    |                      |                      |                      |                      |                      |
| 1962-1963  | Red Wings de Hamilton  | AHO        | 48  | 49               | 27               | 76               | 53               | 3                | 2  | 0                    | 2                    | 0                    |                      |                      |
| 1963-1964  | Red Wings de Détroit   | LNH        | 32  | 3                | 3                | 6                | 14               | 14               | 2  | 3                    | 5                    | 6                    |                      |                      |
| 1963-1964  | Hornets de Pittsburgh  | LAH        | 38  | 10               | 14               | 24               | 18               |                  |    |                      |                      |                      |                      |                      |
| 1964-1965  | Red Wings de Détroit   | LNH        | 70  | 8                | 13               | 21               | 30               | 7                | 0  | 2                    | 2                    | 0                    |                      |                      |
| 1965-1966  | Red Wings de Détroit   | LNH        | 69  | 22               | 24               | 46               | 34               | 12               | 3  | 3                    | 6                    | 10                   |                      |                      |
| 1966-1967  | Red Wings de Détroit   | LNH        | 46  | 21               | 19               | 40               | 10               |                  |    |                      |                      |                      |                      |                      |
| 1967-1968  | Red Wings de Détroit   | LNH        | 50  | 13               | 20               | 33               | 35               |                  |    |                      |                      |                      |                      |                      |
| 1967-1968  | Maple Leafs de Toronto | LNH        | 13  | 5                | 6                | 11               | 8                |                  |    |                      |                      |                      |                      |                      |
| 1968-1969  | Maple Leafs de Toronto | LNH        | 74  | 27               | 32               | 59               | 16               | 4                | 0  | 1                    | 1                    | 0                    |                      |                      |
| 1969-1970  | Maple Leafs de Toronto | LNH        | 67  | 20               | 22               | 42               | 18               |                  |    |                      |                      |                      |                      |                      |
| 1970-1971  | Maple Leafs de Toronto | LNH        | 72  | 30               | 30               | 60               | 34               | 6                | 5  | 1                    | 6                    | 4                    |                      |                      |
| 1971-1972  | Maple Leafs de Toronto | LNH        | 73  | 38               | 19               | 57               | 32               | 5                | 1  | 2                    | 3                    | 6                    |                      |                      |
| 1972-1973  | Maple Leafs de Toronto | LNH        | 40  | 18               | 16               | 34               | 18               |                  |    |                      |                      |                      |                      |                      |
| 1973-1974  | Maple Leafs de Toronto | LNH        | 69  | 24               | 31               | 55               | 40               | 4                | 0  | 2                    | 2                    | 2                    |                      |                      |
| 1974-1975  | Toros de Toronto       | AMH        | 58  | 30               | 33               | 63               | 18               |                  |    |                      |                      |                      |                      |                      |
| 1975-1976  | Toros de Toronto       | AMH        | 65  | 26               | 29               | 55               | 22               |                  |    |                      |                      |                      |                      |                      |
| 1976-1977  | Bulls de Birmingham    | AMH        | 81  | 23               | 25               | 48               | 30               |                  |    |                      |                      |                      |                      |                      |
| 1977-1978  | Bulls de Birmingham    | AMH        | 80  | 37               | 29               | 66               | 22               | 5                | 1  | 1                    | 2                    | 0                    |                      |                      |
| 1978-1979  | Bulls de Birmingham    | AMH        | 76  | 24               | 27               | 51               | 20               |                  |    |                      |                      |                      |                      |                      |
| 1979-1980  | Flames d'Atlanta       | LNH        | 30  | 7                | 6                | 13               | 6                | 4                | 0  | 0                    | 0                    | 0                    |                      |                      |
| 1979-1980  | Bulls de Birmingham    | LCH        | 47  | 17               | 18               | 35               | 10               |                  |    |                      |                      |                      |                      |                      |
| 1980-1981  | Bulls de Birmingham    | LCH        | 35  | 6                | 11               | 17               | 38               |                  |    |                      |                      |                      |                      |                      |
| Totaux LNH | Totaux LNH             | Totaux LNH | 707 | 236              | 241              | 477              | 304              | 56               | 11 | 14                   | 25                   | 28                   |                      |                      |

### En équipe nationale
| Année  | Équipe | Compétition     |    | PJ | B | A  | Pts | Pun |
| 1972   | Canada | Série du Siècle | 8  | 7  | 3 | 10 | 4   |     |
| 1974   | Canada | Série du Siècle | 7  | 2  | 1 | 3  | 0   |     |
| Totaux | Totaux | Totaux          | 15 | 9  | 4 | 13 | 4   |     |

## Récompenses et distinctions
- Coupe Memorial : 1962
- Mène la AHO Junior "A" avec 49 buts en 1963
- Sélectionné pour les Match des étoiles :
  - 25e match (1972)
  - 26e match (1973)
- Reçoit l'Ordre du hockey au Canada en 2013 [3]

## Records
- Plus de buts gagnants lors de la Série du siècle 1972 : 3
- Plus de buts gagnants consécutifs lors de la Série du siècle 1972 : 3
- Plus de buts lors de la Série du siècle 1972 : 7, record partagé avec Phil Esposito et Aleksandr Iakouchev.
- L'un des trois joueurs avec Frank Mahovlich et Pat Stapleton à avoir joué avec l'équipe nationale lors des Séries du siècle 1972 et 1974.
- Élu trois fois meilleur joueur canadien lors de la Série du siècle 1972, record partagé avec Phil Esposito. Néanmoins, Alexandre Yakouchev l'a été quatre fois consécutivement côté soviétique.